# Beatrice Monroy

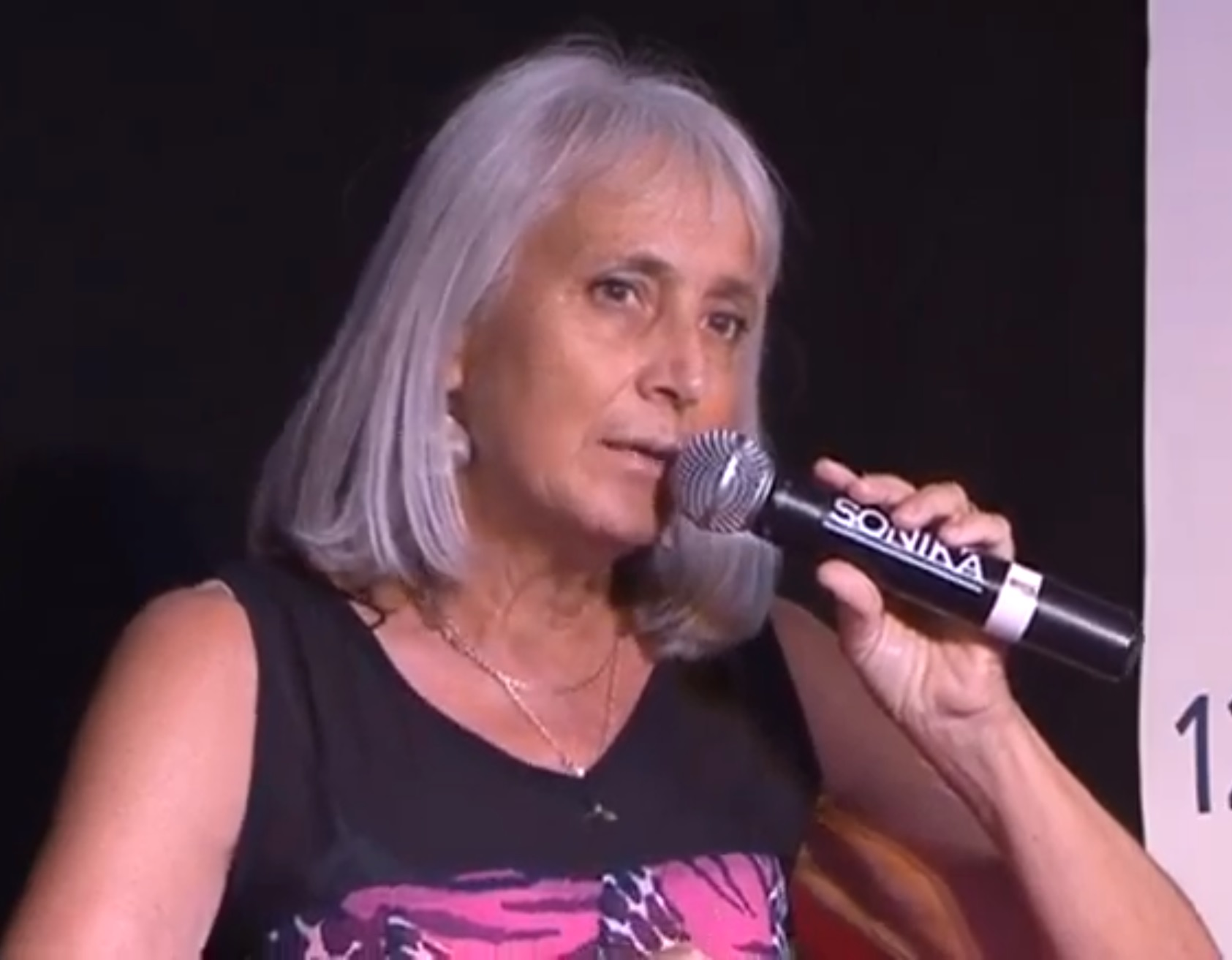
Monroy habla en "...PERCHÉ DONNE" CGIL Bari discusión sobre la violencia contra las mujeres en 2013.

Beatrice Monroy (Palermo, Italia en 1953) es una escritora y dramaturga italiana.

## Biografía
Beatrice Monroy nació y vive en Palermo, habiendo pasado muchos años en varias ciudades italianas y en el extranjero en Francia y los Estados Unidos. Es hija de Anna Oddo Monroy y del científico italiano-americano Alberto Monroy.
Es autora de cuentos, textos teatrales y novelas. En 2005  escribió el poema "Portella della Ginestra: Indice dei nomi proibiti," en el que recuerda la masacre de Portella della Ginestra  del 1 de mayo de 1947. El subtítulo "Índice de Nombres Prohibidos" evoca el Índice histórico de Libros Prohibidos y hace referencia a los instigadores del crimen, aún oficialmente desconocidos.
En 2012 se publicó su libro Niente ci fu ('No había nada'), dedicado a la vida de la superviviente de violación Franca Viola, quién se rebeló contra el matrimonio forzado en Sicilia. Franca Viola, entrevistada por Concita De Gregorio, dijo la verdad sobre esta secuencia de eventos en su vida.
La novela de Monroy Oltre il vasto oceano: memoria parziale di bambina (Más allá del vasto océano: memoria parcial de una niña) fue nominada para el Premio Strega  en 2014, y  ganó el Premio Kaos en 2014. Al año siguiente, 2015, Monroy publicó su novela Dido: operetta pop, un viaje moderno de Dido "a medio camino entre lo épico y lo cómico, la leyenda y la realidad, lo mítico y lo contemporáneo".
Beatrice Monroy trabaja en cooperación con Radio Rai 3, dirige una serie editorial titulada Passaggi di donne ('Pasajes de mujeres'), y ha dirigido talleres de escritura para mujeres víctimas de la violencia. Enseña dramaturgia en la Escuela de Artes y Oficios Teatrales de la Compañía de Teatro Biondo de Palermo dirigida por Emma Dante.

## Trabajos
- Uccisioni stesso luogo stessa gente ('Asesinatos, el mismo lugar, la misma gente'), Massa Carrara: Società editrice Apuana, 1990
- Noi, i palermitani ('Nosotros, los Palermitanos), Genoa: Marietti, 1991,   ISBN 978-8821168918
- Palermo in tempo di peste ('Palermo en el tiempo de la peste'), Palermo: Edizioni della Battaglia, 1992
- Barbablu : il volo il delitto ('Bluebeard: El vuelo, el delito'), Palermo: Edizioni della battaglia, 2002
- Portella della Ginestra. Indice dei nomi proibiti ('Portella della Ginestra: Índice de Nombres Prohibidos'), presentación de Carmelo Diliberto, prefacio de Gianguido Palumbo, introducción de Fabrizio Loreto, Roma: Ediesse, 2005,   ISBN 978-8823010482
- Carmelo e gli altri : un racconto ('Carmelo y los otros: Una historia'), Roma: Liberetà, 2006
- Tutti in scena : manuale per laboratori di teatro e drammaturgia ('Todo el mundo en el escenario: Manual para talleres de teatro y dramaturgia'), Molfetta: La Meridiana, 2010,   ISBN 978-8861531345
- Elegia delle donne morte ('Elegía para las mujeres muertas'), Marsala/Palermo: Navarra, 2011   ISBN 978-88-95756-48-6
- Niente ci fu ('No había nada'), Beatrice Monroy, Molfetta: La Meridiana, 2012,   ISBN 978-8861532724
- Marius Scalesi, il ragazzo di razza incerta (Marius Scalesi, el muchacho de raza incierta'), Molfetta: La Meridiana, 2013,   ISBN 978-8861533752
- Oltre il vasto oceano : memoria parziale di bambina ('Más allá del vasto océano: la memoria parcial de una chica'), Roma: Avagliano, 2013,   ISBN 978-8883093760
- Il libro delle vergini imprudenti (El libro de vírgenes impulsivas), una novela colectiva  por Enzo Di Pasquale, Rossella Floridia, Adriana Iacono, Beatrice Monroy, Muriel Pavoni, y Elena Pistillo. Palermo: Navarra Editore, 2014,   [24]ISBN 978-8898865017
- Dido: operetta pop ('Dido: Una opereta de popular'), Roma: Avagliano, 2015,   ISBN 978-8883092930